# Roca dels Coloms
La Roca dels Coloms és una muntanya de 916 metres que es troba al municipi del Castell de l'Areny, a la comarca catalana del Berguedà.